# Fuentelahiguera de Albatages (kommunhuvudort)
Fuentelahiguera de Albatages är en kommunhuvudort i Spanien.   Den ligger i provinsen Provincia de Guadalajara och regionen Kastilien-La Mancha, i den centrala delen av landet, 50 km nordost om huvudstaden Madrid. Fuentelahiguera de Albatages ligger 877 meter över havet och antalet invånare är 166.
Terrängen runt Fuentelahiguera de Albatages är lite kuperad. Runt Fuentelahiguera de Albatages är det glesbefolkat, med 8 invånare per kvadratkilometer. Närmaste större samhälle är Cabanillas del Campo, 17,8 km söder om Fuentelahiguera de Albatages. Trakten runt Fuentelahiguera de Albatages består till största delen av jordbruksmark.